# Гуэрри, Серджо
Серджо Гуэрри (итал. Sergio Guerri; 25 декабря 1905, Тарквиния, королевство Италия — 15 марта 1992, Ватикан) — итальянский куриальный кардинал. Секретарь Администрации Церковного имущества Святого Престола с 7 мая 1968 по 11 апреля 1969. Про-председатель ad interim Папской комиссии по делам государства-града Ватикана с 6 ноября 1968 по 26 сентября 1981. Титулярный архиепископ Треви с 11 по 28 апреля 1969. Кардинал-дьякон с титулярной диаконией Сантиссими-Номе-ди-Мария-аль-Форо-Трайано с 28 апреля 1969 по 30 июня 1979. Кардинал-священник с титулом церкви pro illa vice Сантиссими-Номе-ди-Мария-аль-Форо-Трайано с 30 июня 1979.